# 皮索
皮索（法語：Puiseaux，法語發音：[pɥizo]）是法国卢瓦雷省的一个市镇，属于皮蒂维耶区。

## 地理
皮索（48°12'19"N, 2°28'16"E）面积20.32 平方千米，位于法国中央-卢瓦尔河谷大区卢瓦雷省，该省份为法国中北部省份，北起埃松省，西北接厄尔-卢瓦省，西南接卢瓦-谢尔省，南至涅夫勒省和谢尔省，东临约讷省，东北接塞纳-马恩省。
与皮索接壤的市镇（或旧市镇、城区）包括：埃松河畔布里亚尔、布罗梅耶、代斯蒙特、埃希勒塞、格朗热尔蒙、埃松河畔翁德勒维尔、奥维尔。

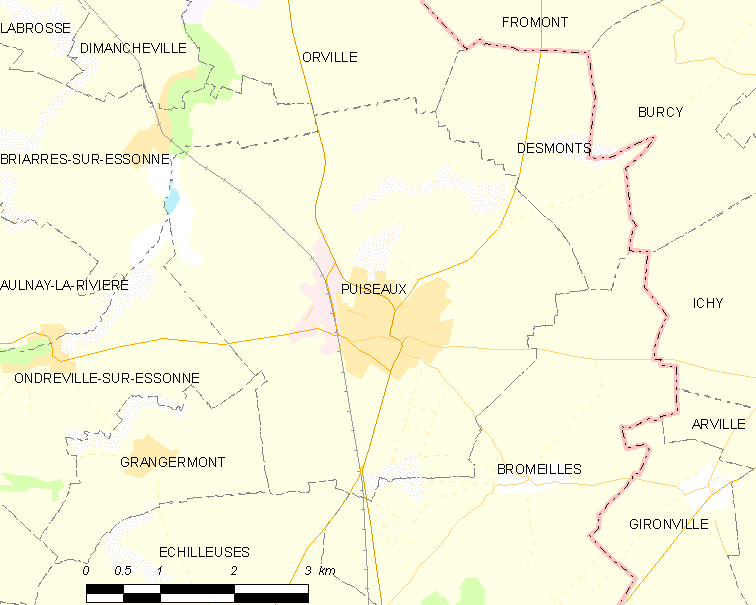
皮索的OSM定位图

皮索的时区为UTC+01:00、UTC+02:00（夏令时）。

## 行政
皮索的邮政编码为45390，INSEE市镇编码为45258。

## 政治
皮索所属的省级选区为勒马勒塞布瓦县。

## 人口

1962-2008年间皮索人口变化图示

皮索于2022年1月1日时的人口数量为3336人。